# طراد إس إم إس جنيسينو
إس إم إس جنيسينو (بالألمانية: SMS Gneisenau ) طراد مدرع تابع للبحرية الإمبراطورية الألمانية.